# 河野旭輝
河野 旭輝（こうの あきてる、1935年1月1日 - 2014年1月25日）は、和歌山県和歌山市出身のプロ野球選手（内野手、外野手）・コーチ・監督。
1956年に年間85盗塁を記録し、当時の日本記録を樹立。同年の最多盗塁死29はその後破られていない。セ・パ両リーグで盗塁王を獲得した唯一の人物である。

## 来歴・人物
和歌山工業から松下電器に入社し、1953年の都市対抗にチームとしての初出場を果たす。
1954年に阪急ブレーブスへ入団し、1年目の同年は開幕から二塁手に抜擢され定位置を獲得。2年目の1955年には、前年の首位打者で帰国したラリー・レインズの後継として遊撃手に回り、初めて規定打席（リーグ15位、打率.283）に到達した。3年目の1956年に85盗塁を記録し、盗塁王に輝く。この記録は1972年に後輩・福本豊に抜かされるまで日本記録であった（現在4番目の記録で福本を除けば1番目である）。1957年はロベルト・バルボンと一、二番を組み、56盗塁で2年連続の盗塁王を獲得。河野の後に盗塁王を3度獲得したバルボンは、プレースタイルや日本での生活の手本のほとんどを2歳下の河野に求めていた。バルボンは後年「河野さんは、ボクのティーチャーです。恩人です。河野さん親切にしてくれたから、ボク日本におれたと思うわ、ホンマ」と振り返っている。1958年に本屋敷錦吾の入団で三塁手に回るも、人見武雄との競争に敗れ行き場を失うが、1959年には中堅手にコンバートされ復活した。1961年に岡嶋博治との交換トレードで中日ドラゴンズへ移籍すると、同年にはチャンスメーカーとしてリーグ8位の打率.275を記録し、遊撃手のベストナインを獲得。1962年には再び自慢の俊足で3回目の盗塁王を獲得するが、セ・パ両リーグで盗塁王を獲得したのは河野だけである。1963年も自己最高でリーグ8位の打率.294を記録し、1964年に牧田政彦との交換トレードで阪急へ復帰。阪神に移籍した本屋敷に代わり、2年間はレギュラー遊撃手として活躍するが、1966年に山口富士雄に定位置を譲る。1967年に西鉄ライオンズへ移籍し、同年限りで現役を引退。
引退後は西鉄（1968年 - 1969年一軍打撃コーチ）、ヤクルト（1972年 - 1973年一軍内野守備コーチ, 1984年一軍内野守備・走塁コーチ）、日本ハム（1974年 - 1975年一軍守備・走塁コーチ）、ロッテ（1976年 - 1980年一軍内野守備・走塁コーチ）、阪神（1981年 - 1983年一軍内野守備コーチ, 1985年 - 1986年二軍守備・走塁コーチ→1987年二軍総括守備・走塁コーチ, 1988年・1992年 - 1994年二軍監督, 1989年 - 1991年チーフコーチ）で監督・コーチを歴任。
1回目のヤクルトコーチ就任はヘッドコーチの中西太の推薦で就任した。日本ハム・阪神コーチ時の監督は中西だった。ロッテコーチ時代は朝に一番乗りして、遅くまで落合博満の練習に付き合った。最初はノックを打っているが、そのうちグラブを手に実演を始め、後に落合は「打球をさばく一連の動きは、レギュラーを張っているどんな選手よりも美しかった」と絶賛。河野を「守備の師匠」と呼び、講演などでは「河野さんに守備、走塁を基本から学んだ。素晴らしいコーチだった」と語り、著書にも記している。中日監督時代に荒木雅博・井端弘和のコンビを育てたノックは河野流であったが、阪神時代に指導を受けた岡田彰布も河野のノックを懐かしんでいた。水上善雄の派手だが雑であった守備も、雑な部分を徹底的に指導し、徐々に丁寧な捕球が出来るようにした。阪神2軍監督時代コーチだった柏原純一は「コーチとしてイロハを教えてくれる人もいた。2軍監督だった河野旭輝さんと出会えたのも自分の財産になった。コーチなりたての頃は、現役の気分も残っているから、担当外の守備だったり、投手のことにまで口を出したくなる。「こうしたらいい」とか言ってみたくなるんだ。そこを注意してくれたのが河野さんだった。みんなに分からないように呼び出して「言いたいことは分かる。間違ってもいない。」と認めた上で「でも、その場で言っちゃいけない。それぞれ立場もあるんだ。これからは気づいたことがあったら、私に言ってきなさい。」と指導してくれた。社会人として、組織の一員としての心構えを教えてくれた。感謝している。」と述べている。
阪神退団後は社会人軟式野球の強豪である大阪市信用金庫アドバイザーも務めた。
2014年1月25日死去。

## 詳細情報

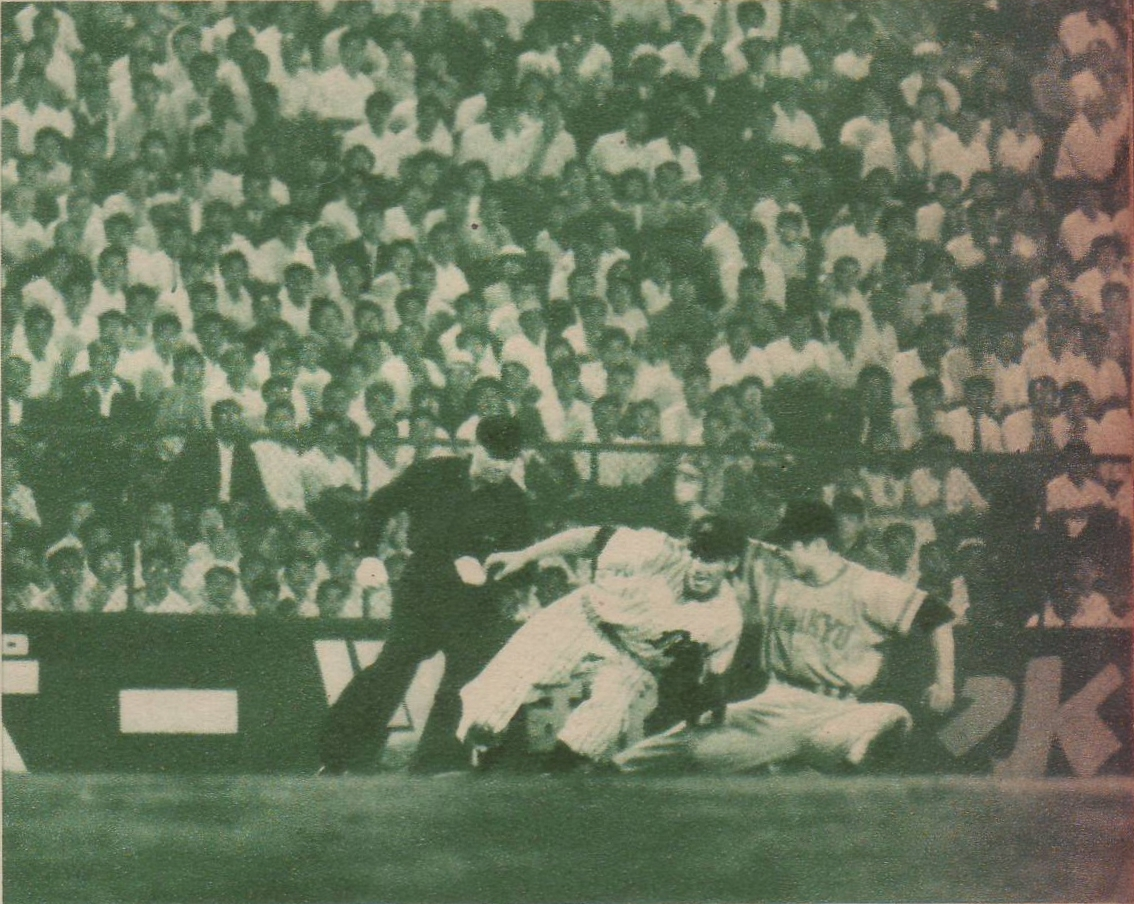
毎日オリオンズ戦で三盗を決める河野（1956年7月。三塁手は小森光生）

### 年度別打撃成績
| 年 度      | 球 団      | 試 合 | 打 席 | 打 数 | 得 点 | 安 打 | 二 塁 打 | 三 塁 打 | 本 塁 打 | 塁 打 | 打 点 | 盗 塁 | 盗 塁 死 | 犠 打 | 犠 飛 | 四 球 | 敬 遠 | 死 球 | 三 振 | 併 殺 打 | 打 率 | 出 塁 率 | 長 打 率 | O P S |
| ---------- | ---------- | ----- | ----- | ----- | ----- | ----- | -------- | -------- | -------- | ----- | ----- | ----- | -------- | ----- | ----- | ----- | ----- | ----- | ----- | -------- | ----- | -------- | -------- | ----- |
| 1954       | 阪急       | 118   | 338   | 293   | 41    | 71    | 15       | 4        | 6        | 112   | 20    | 8     | 2        | 16    | 1     | 23    | --    | 5     | 79    | 5        | .242  | .308     | .382     | .691  |
| 1955       | 阪急       | 124   | 480   | 434   | 54    | 123   | 25       | 7        | 9        | 189   | 60    | 20    | 8        | 12    | 7     | 27    | 1     | 0     | 65    | 2        | .283  | .325     | .435     | .761  |
| 1956       | 阪急       | 144   | 581   | 508   | 68    | 137   | 15       | 8        | 5        | 183   | 70    | 85    | 29       | 13    | 6     | 48    | 4     | 6     | 70    | 14       | .270  | .340     | .360     | .700  |
| 1957       | 阪急       | 123   | 534   | 469   | 72    | 112   | 17       | 6        | 6        | 159   | 43    | 56    | 9        | 4     | 2     | 56    | 2     | 3     | 71    | 3        | .239  | .324     | .339     | .663  |
| 1958       | 阪急       | 51    | 150   | 137   | 14    | 26    | 2        | 0        | 0        | 28    | 5     | 17    | 5        | 0     | 1     | 10    | 0     | 2     | 31    | 1        | .190  | .255     | .204     | .459  |
| 1959       | 阪急       | 113   | 426   | 383   | 40    | 99    | 15       | 6        | 6        | 144   | 42    | 27    | 18       | 7     | 3     | 30    | 2     | 3     | 88    | 7        | .258  | .317     | .376     | .693  |
| 1960       | 阪急       | 101   | 256   | 235   | 22    | 52    | 4        | 2        | 5        | 75    | 19    | 11    | 6        | 1     | 2     | 18    | 0     | 0     | 56    | 3        | .221  | .277     | .319     | .596  |
| 1961       | 中日       | 124   | 495   | 447   | 57    | 123   | 12       | 5        | 9        | 172   | 40    | 23    | 12       | 13    | 1     | 32    | 1     | 2     | 77    | 6        | .275  | .326     | .385     | .711  |
| 1962       | 中日       | 114   | 437   | 393   | 53    | 101   | 15       | 0        | 10       | 146   | 33    | 26    | 8        | 7     | 4     | 29    | 0     | 4     | 65    | 6        | .257  | .315     | .372     | .686  |
| 1963       | 中日       | 114   | 434   | 388   | 42    | 114   | 27       | 0        | 14       | 183   | 54    | 9     | 4        | 10    | 2     | 28    | 0     | 6     | 52    | 13       | .294  | .351     | .472     | .822  |
| 1964       | 阪急       | 123   | 492   | 450   | 51    | 107   | 15       | 5        | 7        | 153   | 36    | 3     | 6        | 5     | 2     | 31    | 0     | 4     | 59    | 12       | .238  | .293     | .340     | .633  |
| 1965       | 阪急       | 130   | 473   | 427   | 51    | 106   | 19       | 0        | 16       | 173   | 47    | 6     | 4        | 7     | 1     | 35    | 0     | 3     | 73    | 12       | .248  | .310     | .405     | .715  |
| 1966       | 阪急       | 54    | 95    | 83    | 6     | 16    | 0        | 0        | 0        | 16    | 3     | 2     | 1        | 1     | 0     | 11    | 0     | 0     | 9     | 0        | .193  | .287     | .193     | .480  |
| 1967       | 西鉄       | 58    | 147   | 136   | 8     | 26    | 4        | 0        | 0        | 30    | 8     | 0     | 1        | 2     | 1     | 7     | 0     | 1     | 23    | 4        | .191  | .236     | .221     | .457  |
| 通算：14年 | 通算：14年 | 1491  | 5338  | 4783  | 579   | 1213  | 185      | 43       | 93       | 1763  | 480   | 293   | 113      | 98    | 33    | 385   | 10    | 39    | 818   | 88       | .254  | .314     | .369     | .683  |

- 各年度の太字はリーグ最高、赤太字はNPB記録

### タイトル
- 盗塁王：3回 （1956年、1957年、1962年） ※両リーグでの獲得は史上唯一、5年のブランク受賞は同賞史上最長タイ（他に柴田勲、高橋慶彦、石井琢朗）

### 表彰
- ベストナイン：1回 （1961年）

### 記録
- 初出場：1954年3月27日、対高橋ユニオンズ1回戦（西宮球場）
- 1000試合出場：1962年9月6日 ※史上77人目

### 背番号
- 11 （1954年 - 1960年）
- 12 （1961年 - 1963年、1965年途中 - 1966年）
- 5 （1964年 - 1965年途中）
- 9 （1967年）
- 50 （1968年 - 1969年）
- 63 （1972年 - 1973年）
- 62 （1974年 - 1975年）
- 83 （1976年 - 1980年）
- 82 （1981年 - 1983年）
- 67 （1984年）
- 77 （1985年 - 1987年）
- 80 （1988年 - 1994年）